# Wyspy Liparyjskie
Wyspy Liparyjskie (dawna nazwa: Wyspy Eolskie, wł. Isole Lipari, Isole Eolie) – grupa siedemnastu (siedmiu większych i dziesięciu małych) wysp pochodzenia wulkanicznego na Morzu Tyrreńskim, na północ od Sycylii. Wchodzą w skład Włoch.
Nazwa pochodzi z greckiego słowa liparos („żyzny”), zaś Wyspy Eolskie – od władcy wiatrów, Eola, który w mitologii greckiej miał tam siedzibę.

## Geografia

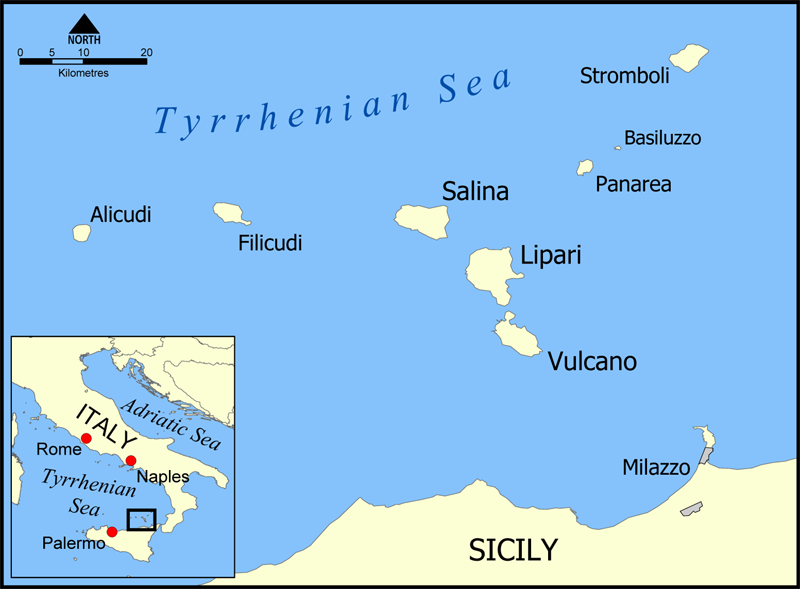

Łączna powierzchnia wysp wynosi 117 km². Największymi są:
| Wyspa     | Powierzchnia | Wysokość maks. n.p.m. |
| --------- | ------------ | --------------------- |
| Lipari    | 37,3 km²     | 602 m                 |
| Salina    | 26,1 km²     | 962 m                 |
| Vulcano   | 20,9 km²     | 391 m                 |
| Stromboli | 12,2 km²     | 924 m                 |
| Filicudi  | 9,5 km²      | 774 m                 |
| Alicudi   | 5,2 km²      | 675 m                 |
| Panarea   | 3,4 km²      | 421 m                 |
| Basiluzzo | 0,3 km²      | 165 m                 |

Wyspy zbudowane są ze skał wulkanicznych, głównie z bazaltów i porfirów. Są to dawne stożki wulkaniczne i resztki starych kraterów. Na wyspach Stromboli i Vulcano znajdują się wciąż czynne wulkany. Pomimo stosunkowo małej powierzchni występują tam duże wysokości względne, od 421 (Panarea) do 962 m n.p.m. (Salina). Strome stoki są pokryte w znacznej części tufami wulkanicznymi, starymi popiołami i językami lawowymi. Wśród naturalnej, dość skąpej roślinności, dominują gatunki wieczniezielone. Cienka warstwa gleby i brak wody utrudniają osadnictwo. Na wyspach panuje klimat śródziemnomorski, przy czym średnie temperatury najchłodniejszych miesięcy zimowych rzadko spadają poniżej 15 °C. Najbliższa Sycylii wyspa (Vulcano) jest odległa o 25 km, najdalsza (Stromboli) – ponad 70 km.
Administracyjnie wyspy znajdują się w mieście metropolitarnym Mesyna, w regionie Sycylia. Salina podzielona jest na trzy gminy: Santa Marina Salina, Malfa i Leni. Reszta wysp przynależy do gminy Lipari.

## Historia

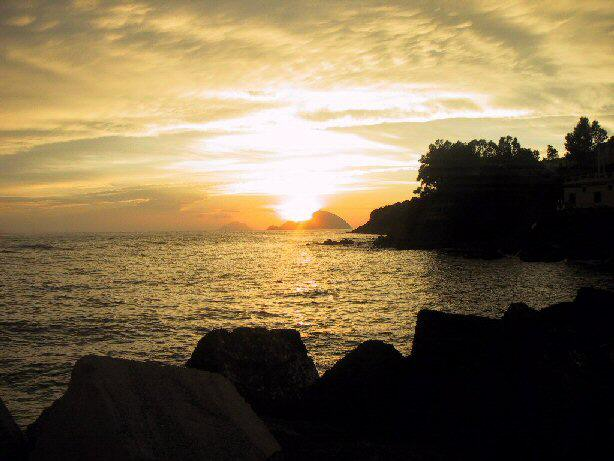
Alicudi i Filicudi

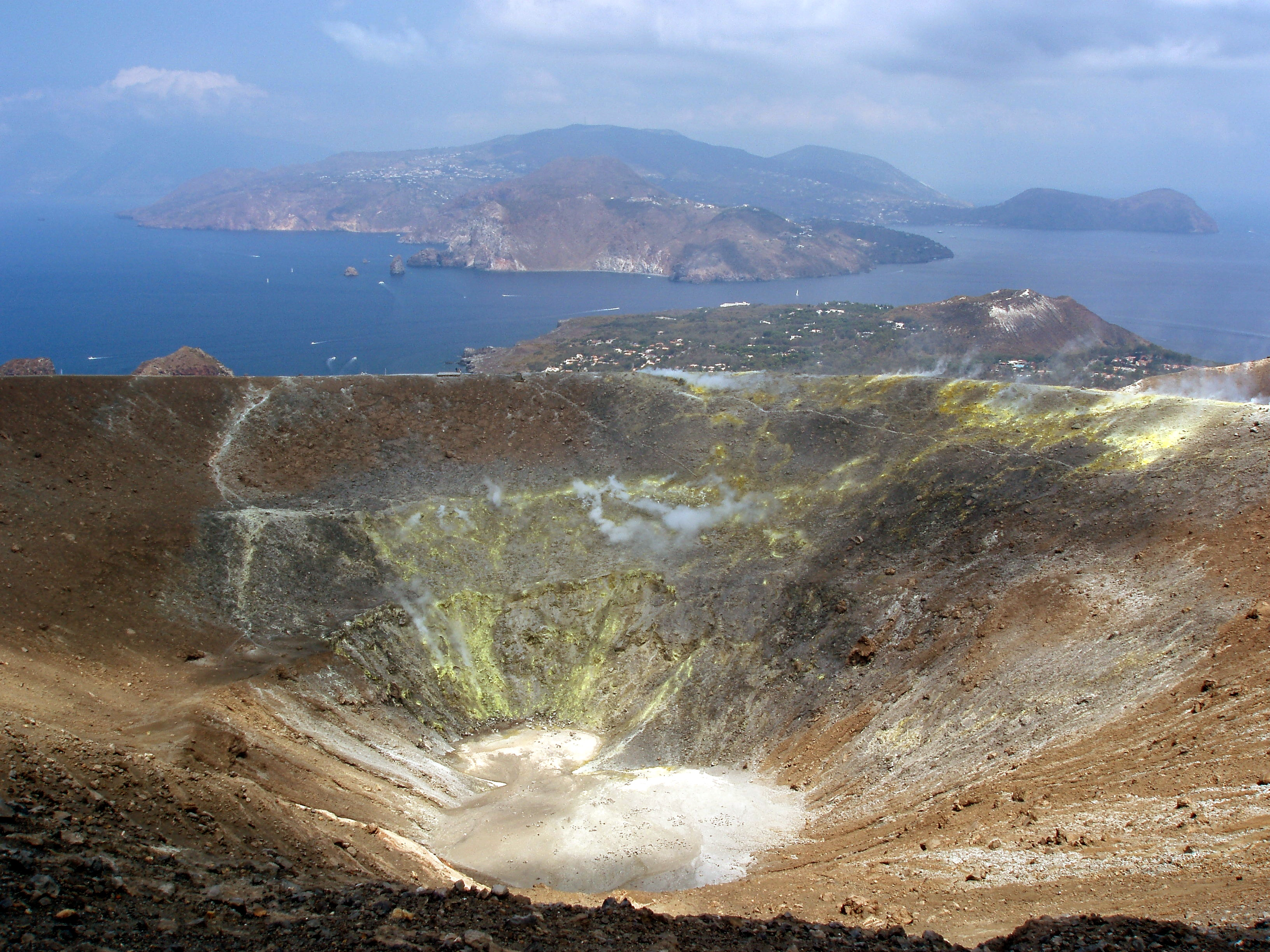
Vulcano

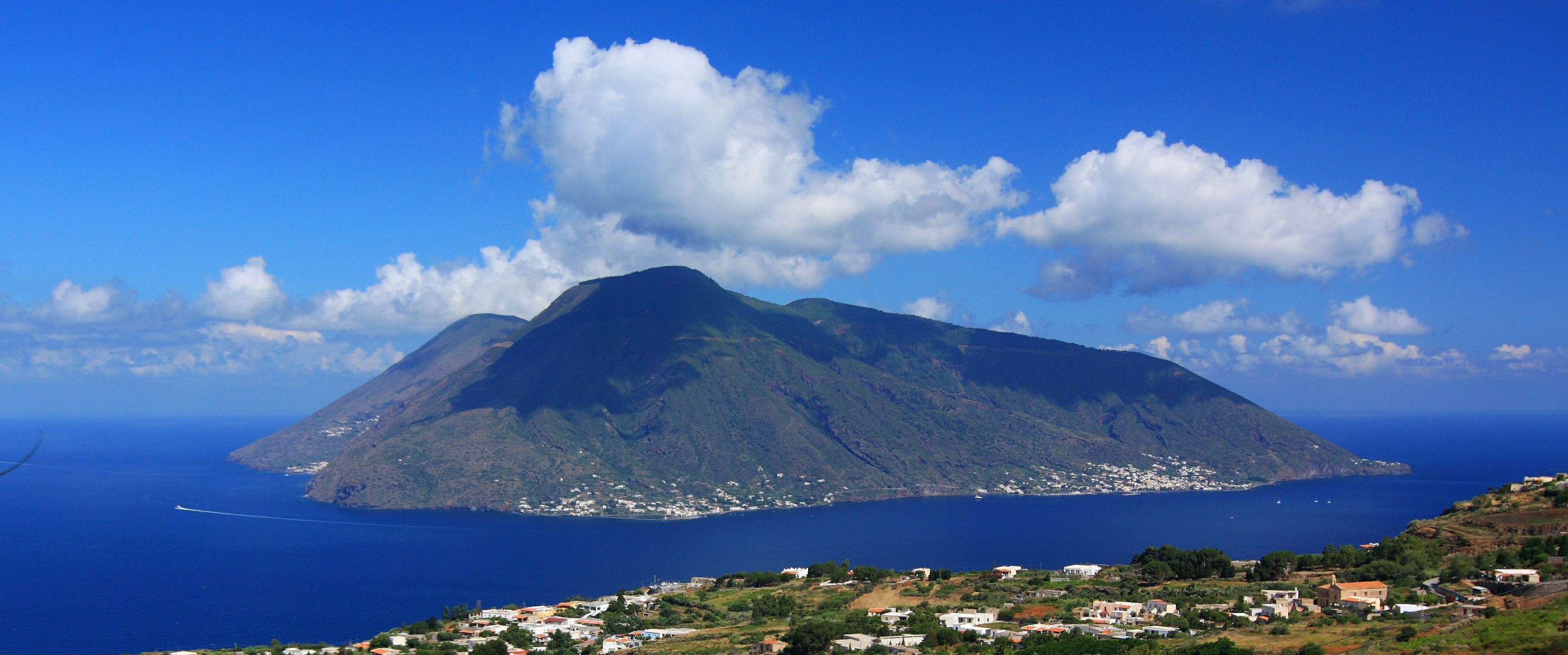
Salina

Najstarsze ślady osadnictwa na wyspach pochodzą z XI wieku p.n.e. Wiadomo, że w 580 r. p.n.e. na wyspach wylądowali Grecy z Knidos pod wodzą Pentathlona. Od V wieku p.n.e. władali wyspami Kartagińczycy, którzy utworzyli tam kolonię karną. W 260 r. p.n.e. w bitwie morskiej koło Wysp Liparyjskich Kartagińczycy pokonali Rzymian, jednak w wyniku wojen punickich Rzymianie zawładnęli archipelagiem. Utworzyli oni na wyspach lokalny ośrodek wydobycia i handlu siarką, solą i ałunem. Kontynuowali tradycję, deportując na wyspy zesłańców politycznych.
W epoce nowożytnej wyspy dzieliły losy sąsiedniej Sycylii. W średniowieczu największego znaczenia nabrała wyspa Lipari, na której w wiekach XIII – XIV wybudowano zamek, przebudowany przez Hiszpanów w XVII wieku w twierdzę typu bastionowego, która strzegła wysp, pełniąc jednocześnie rolę więzienia. Opustoszało ono dopiero w roku 1860, kiedy Giuseppe Garibaldi zajął Sycylię wraz z archipelagiem Wysp Liparyjskich, które weszły w skład jednoczących się Włoch.
W 1922 roku, krótko po przejęciu władzy przez faszystów, założono w dawnej twierdzy na wyspie Lipari obóz koncentracyjny. Kierowano do niego przeciwników reżimu do czasu zdobycia wysp przez aliantów w 1943 r. W tych latach praktycznie nie było na wyspach ruchu turystycznego, z wyjątkiem okolic Stromboli.

## Gospodarka
Wyspy zamieszkuje obecnie ok. 14 tys. osób i liczba ta stale się zmniejsza (na początku lat 60. XX w. było to ok. 20 tys.). Główną wyspą archipelagu jest Lipari, na której zamieszkuje większość mieszkańców, ok. 10,5 tys. (na początku lat 60. XX w. blisko 15 tys.). Podstawą gospodarki jest rybołówstwo (mieczniki, tuńczyki, ośmiornice i owoce morza), rolnictwo (owoce cytrusowe, oliwki i winna latorośl) oraz zanikające dziś pasterstwo kóz i owiec. Od lat 70. XX w. coraz więcej zysków przynosi turystyka. Niektóre gorące źródła wykorzystywane są w lecznictwie. Ważnym produktem eksportowym jest pumeks.
Komunikację z Sycylią zapewniają niewielkie statki kursujące z Milazzo na północnym wybrzeżu wyspy i z Mesyny. Ponadto na wyspy można dopłynąć, wypływając z miast Kalabrii, np. z Tropei. Komunikację między wyspami archipelagu utrzymują małe łodzie i kutry. Jedynie trzy wyspy (Salina, Lipari i Vulcano) mają drogi jezdne wykorzystywane do komunikacji samochodowej. Energia elektryczna pochodzi z lokalnych elektrowni opalanych ropą naftową, dostarczaną niewielkimi tankowcami. Większość domów gromadzi w cysternach wodę opadową, spływającą z dachów, a wodociągi miejskie korzystają z systemów cystern umieszczonych w górach (podczas dłuższych suszy wodę dowożą statki z Mesyny).